# Mutriku
Mutriku és un municipi de Guipúscoa, de la comarca del Baix Deba. Limita al nord amb el mar Cantàbric,al sud-oest amb Markina-Xemein (Biscaia), al sud amb Mendaro, a l'est amb Deba i a l'oest amb Berriatua i Ondarroa (Biscaia).

## Barris
- Astigarribia: 42 hab.
- Artzain Erreka: 4 hab.
- Galdona, o Galdonamendi: 98 hab.
- Ibiri: 65 hab.
- Laranga: 161 hab.
- Mijoa: 153 hab.
- Mizkia: 5 hab.
- Olabarrieta: 39 hab.
- Olatz: 46 hab.

## Economia
L'economia de Mutriku està lligada al mar. La pesca ha estat el seu principal motor directament o indirecta, subministrant la matèria primera per a les fàbriques conserveres.
El sector primari, representat per la pesca i en clara crisi. De la flota pesquera litoral solament queden un parell de vaixells. L'agricultura, que es desenvolupa en els barris rurals, és de subsistència i els seus excedents es venen en els mercats de la comarca. La ramaderia és escassa i poc significativa. L'explotació forestal se centra en els boscos de pi insignis i altres coníferes.
El sector secundari, clarament en desenvolupament. La indústria conservera, històricament la principal del municipi, ha deixat pas a tota classe de tallers de transformació metàl·lica que entronquen amb la important indústria de la comarca. Això ha estat possible per l'adequació de terrenys plans, en la part de Saturraran, per a la creació de polígons industrials. Les principals empreses del municipi són actualment la conservera Yurrita e Hijos S. A., Metec Motric S.A., que fabrica instrumental mèdic i el taller protegit de Katealegaia
El sector serveis, té especial rellevància en aquest sector el turisme. L'interès turístic de Mutriku és innegable i ha vingut sent segona residència per a molts eibarresos. Compte amb diverses instal·lacions de càmping i una bona dotació d'establiments hotelers. Comparteix recursos amb la veïna Deba. Els serveis estan centralitzats en la comarca i el comerç és l'adequat per a les necessitats dels veïns.

## Història
Les coves de Jentiletxea II, Langatxo i Iruroin testimonien, mitjançant les troballes que s'hi han fet, l'ocupació d'aquestes terres en períodes prehistòrics que es remunten al Paleolític superior. La vila de Mutriku es va fundar el 1209 pel rei castellà Alfons VIII, que li va atorgar carta de poblament i la possibilitat d'emmurallar l'urbs (n'hi ha encara alguna resta). El nucli medieval es va desenvolupar i s'hi van construir importants palaus i cases torre pertanyents algunes a les famílies aristocràtiques i algunes altres les riqueses procedents del comerç marítim o del servei com a marins en l'armada. El 1553 un incendi va destruir gran part de la vila: es van salvar algunes cases de pedra, però es van perdre totes les de fusta.

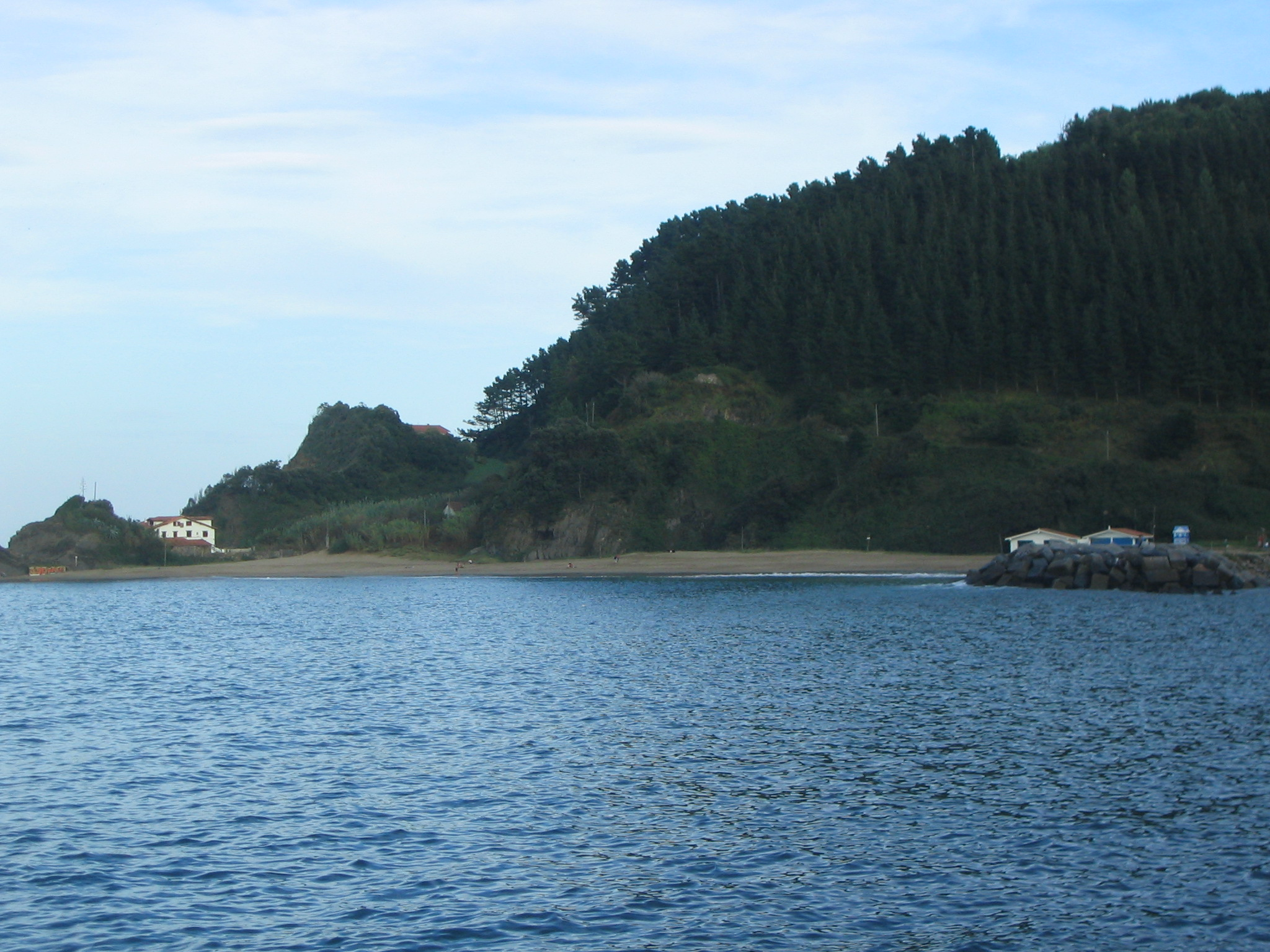
Vista general de la platja de Saturraran.

Al segle xix, sent alcalde Cosme Damián Churruca, Mutriku va conèixer una revolució urbana, en la qual es van obrir dues places situades als extrems del nucli urbà. Una d'elles es va construir en el lloc on era l'antiga església que, a causa del seu estat ruïnós, es va demolir. L'altra, en l'altre extrem, es va formar amb la construcció de la nova església d'estil neoclàssic, conformant la plaça amb l'ajuntament. El segle xx va portar l'ampliació del port i les seves instal·lacions, i el XXI una altra nova ampliació amb ànim de potenciar la pesca i el turisme. És destacable que aquesta nova ampliació hagi comportat la construcció d'una central elèctrica mareomotriu.

## Personatges Il·lustres
- Antonio Gaztañeta (1656 - 1728), Almirall i arquitecte naval.
- Cosme Damián Churruca y Elorza (1761 - 1805) Científic i brigadier de l'Armada. Heroi de la batalla de Trafalgar.
- Asier Illarramendi (1990), jugador de futbol.
- Itoiz, grup musical.